# 汉魏洛阳故城
汉魏洛阳故城位于今河南省洛阳市市区以东15公里，曾是东汉、曹魏、西晋、北魏的国都所在地，因隋炀帝在汉魏洛阳城西重新建隋唐洛阳城，因此又被称为汉魏洛阳故城。1961年被列为全国重点文物保护单位，2014年被列为世界文化遗产。

## 历史
汉魏洛阳城是以战国后期吕不韦改建的洛阳城的基础上发展形成的。汉魏洛阳城平面接近方形，周长近14公里，东、西各修三门，南设四门，北建二门，即十二门。
建武二年（26年），刚刚建立东汉王朝的汉光武帝迁都洛阳，改洛阳为「雒阳」。于城外东南侧建宗庙，于城外西南侧设社稷。随后又在城内北侧、城外以东，城外以南开金市、马市和南市等集市。宫城建筑最初只有南宫，汉明帝永平三年至八年（60年—65年）于南宫以北新筑北宫，从而形成了南北二宫城相互对应居于城中的格局。

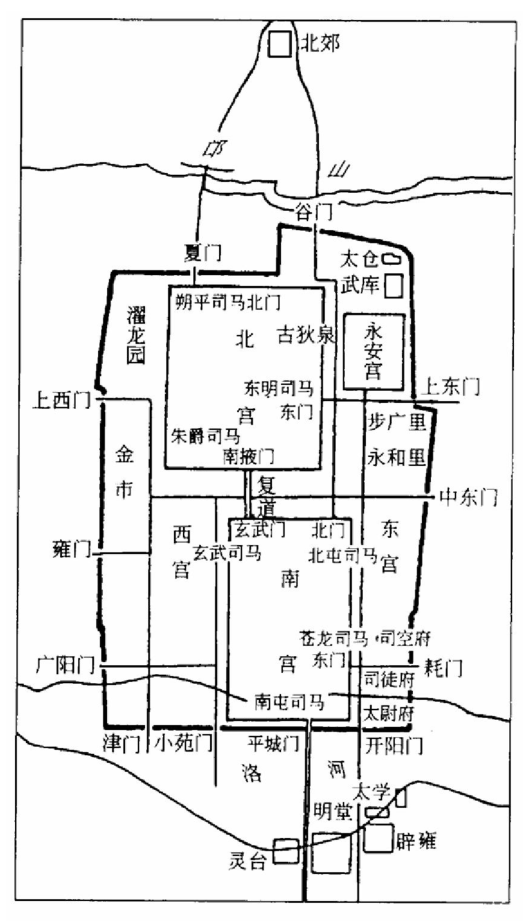
东汉洛阳城

汉献帝初平元年（190年），雒阳城为董卓焚毁破坏。汉献帝曾迁回西京长安城，後被曹操挾至許昌。
延康元年（220年），曹丕篡汉，改元黄初，建立曹魏。黄初元年十二月，初营洛阳宫。十二月戊午，曹丕至洛阳。曹魏时，洛阳为五都。城市建筑，除废弃南宫为闾里外，基本恢复东汉时期雒阳城之旧貌。
北魏太和十七年（493年），北魏由平城（今山西省大同市）迁都洛阳后，魏孝文帝开始大规模增修并改造洛阳城，扩大市区面积，增加小市、四通市、大市等集市。进一步适应了居民、交通等实际需求。

## 现状及考古发现
汉魏洛阳故城现存结构和布局基本为北魏时期所遗留，东西长二十里，南北长十五里．总面积约75平方公里。现存重要遗迹主要有：北魏内城城垣（即汉魏晋时的洛阳城）、北魏外郭城、宫城、金墉城、北魏永宁寺及永宁寺塔基、太极殿，阊阖门、东汉太学、明堂、辟雍、灵台、东汉墓园、北魏大市、租场牛马市、东汉刑徒墓地等，并出土了大量文物，包括陶瓷器、泥塑像、铁器、铜钱（器）、金银器、碑刻造像等。

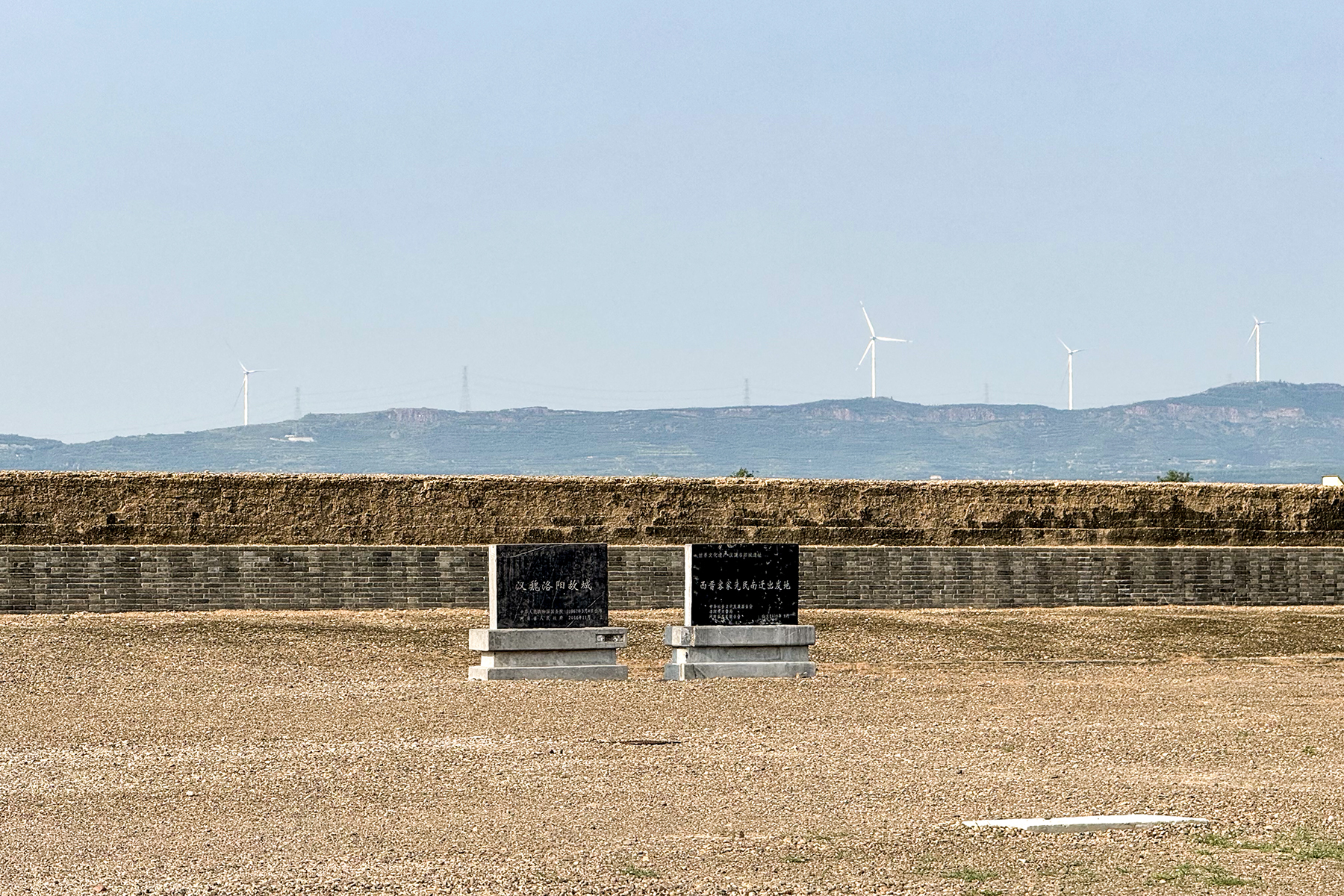
阊阖门遗址
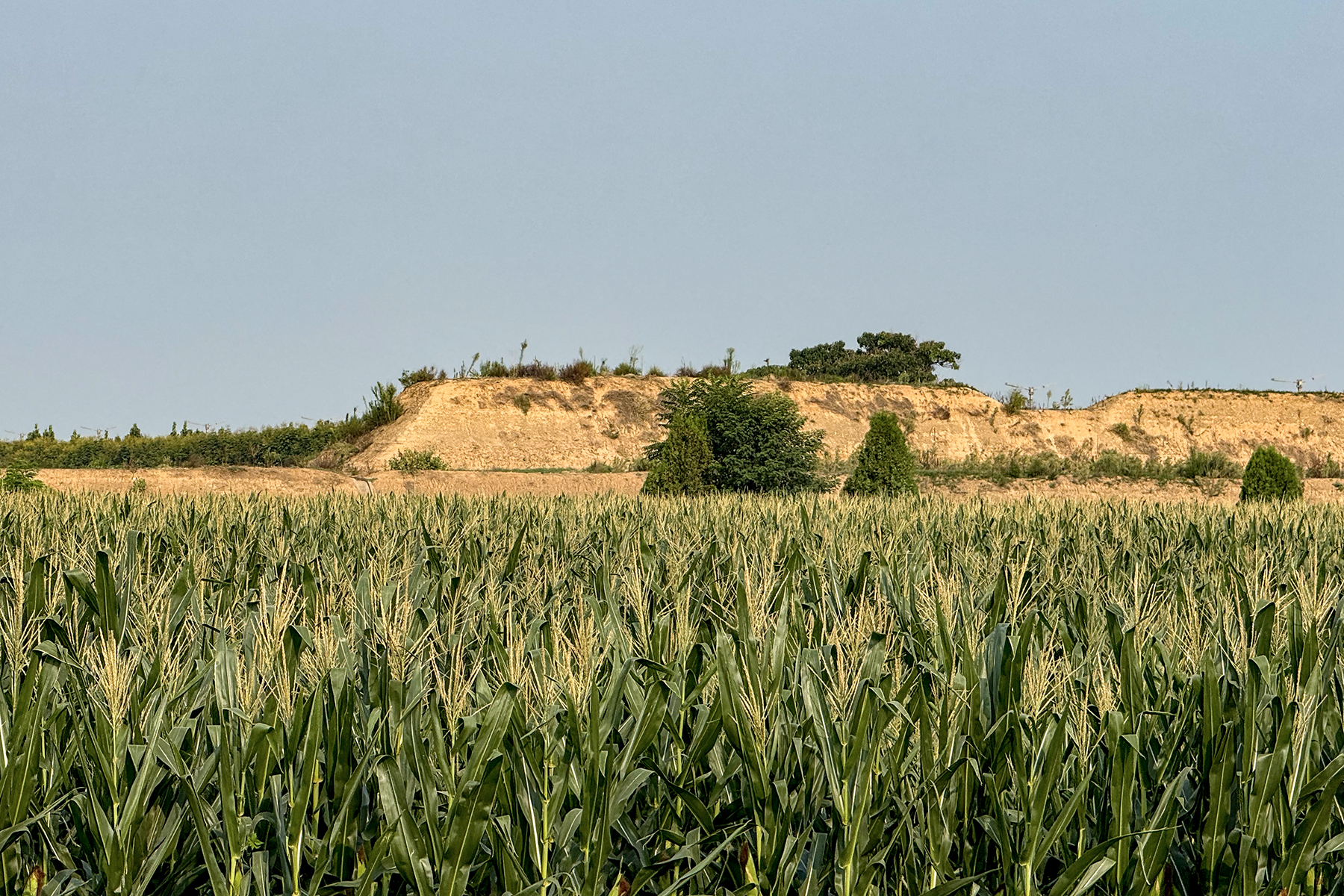
西城垣遗址
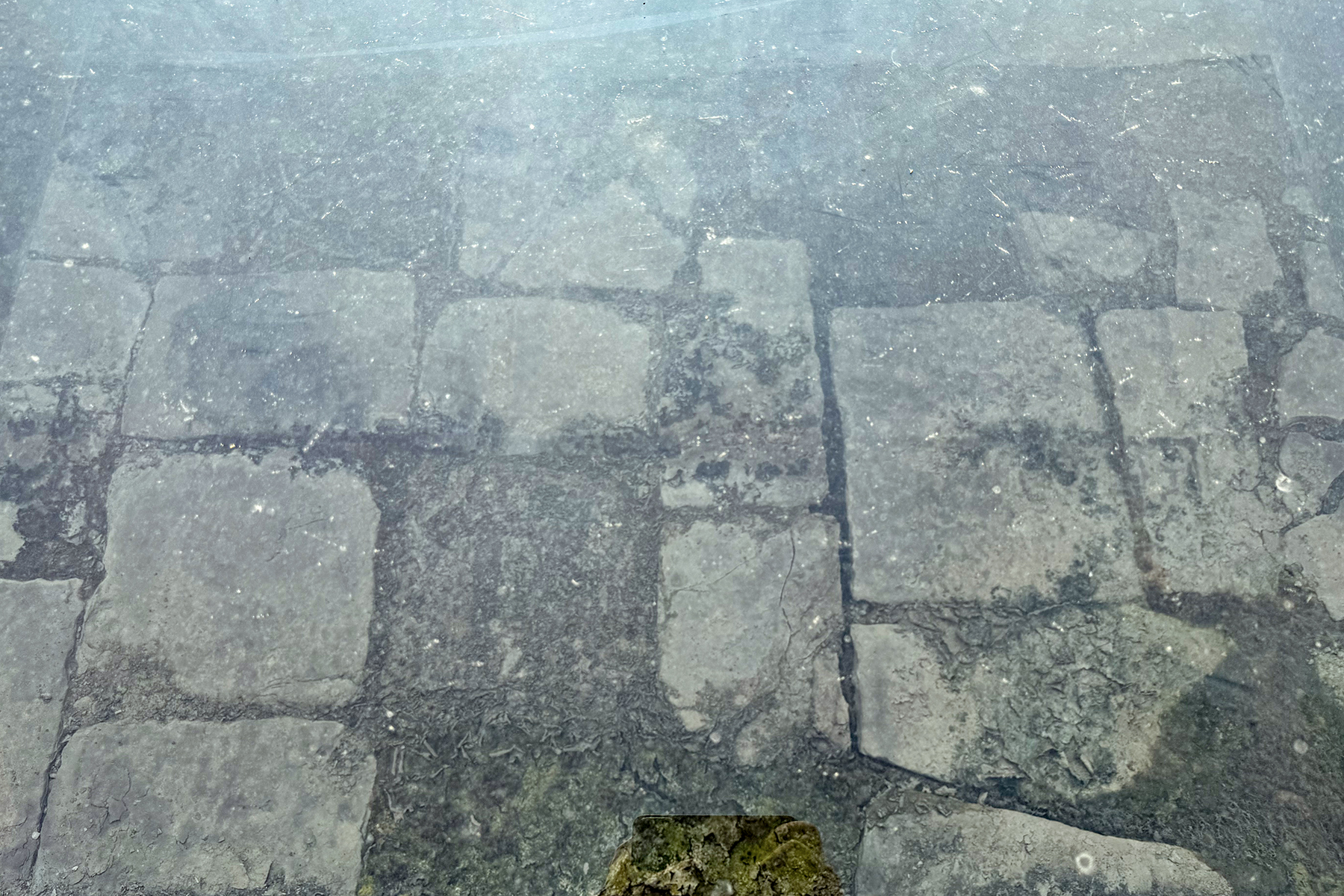
铜驼街遗址
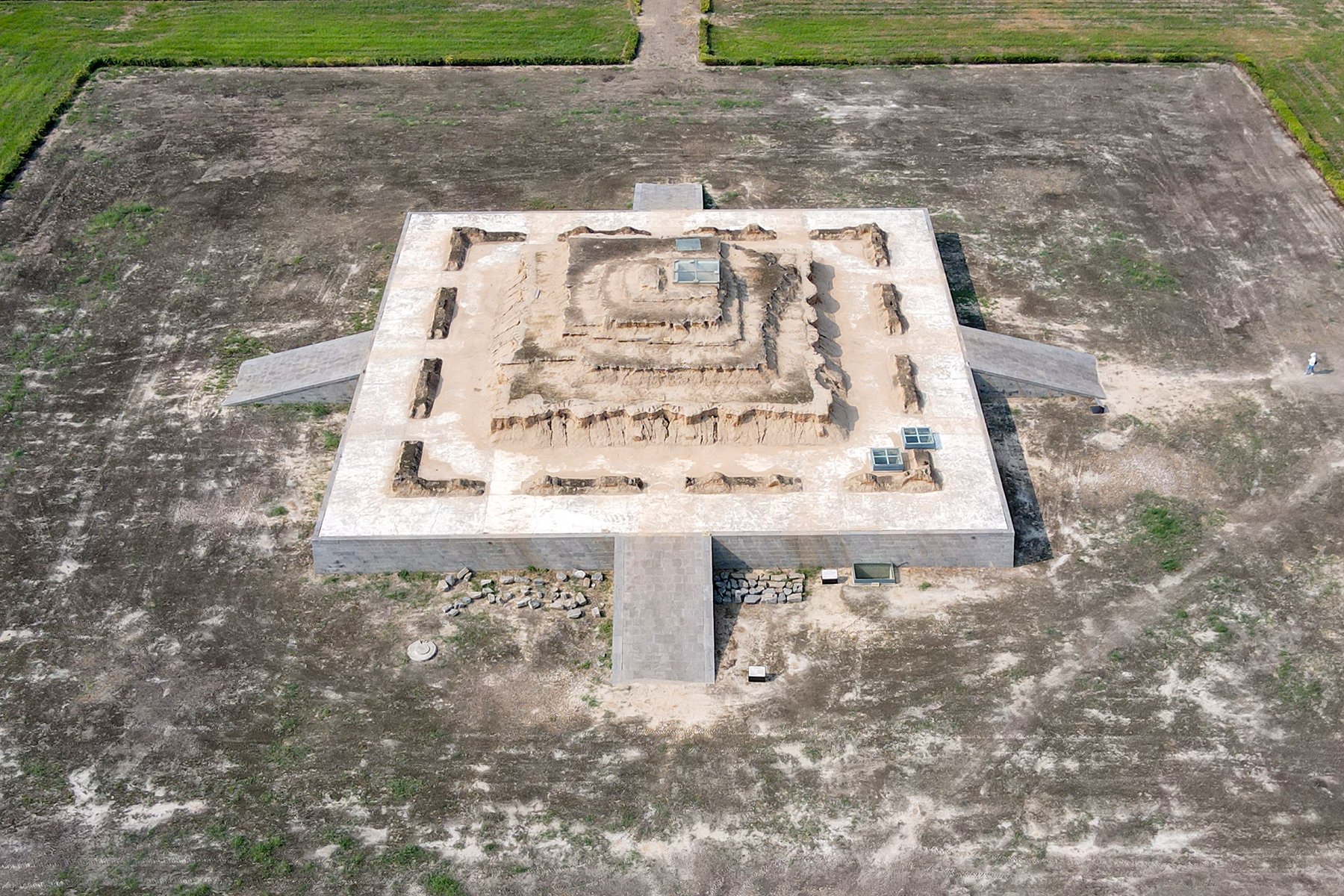
永宁寺塔基遗址